# Бабингтон, Черчилль
Черчилль Бабингтон (англ. Churchill Babington; 11 марта 1821, Ротли, Лестершир — 12 января 1889, Суффолк) — британский священник, филолог-классик, археолог, ботаник, орнитолог и малаколог. Принадлежал к английской аристократической семье Бабингтонов.

## Биография
Родился в Ротли Темпл, в Лестершире, единственный сын Мэтью Дрейка Бабингтона. Начальное образование получил у своего отца, а затем учился у Чарльза Виклифа Гудвина, востоковеда и археолога. В 1839 году поступил в Колледж Святого Иоанна Кембриджского университета. В 1842 году получил степень бакалавра. В 1845 году был удостоен премии Халсина за эссе о влиянии христианства на отмену рабства в Европе, а в 1846 году стал стипендиатом своего колледжа. В том же году был рукоположен в сан англиканского священника и получил степень магистра. В 1879 году в Кембридже ему была присвоена степень доктора богословия. С 1848 по 1861 год был викарием Хорнингси близ Кембриджа, а с 1866 года и до своей смерти — викарием Кокфилда в Суффолке. С 1865 по 1879 год занимал должность профессора археологии в Кембриджском университете, специализируясь в основном на греческой и римской керамике и нумизматике. Сам он был коллекционером в этих областях. Отвечал за реставрацию своей церкви в Кокфилде и был похоронен там же.
Опубликовал Editio princeps речей Гипереиды «Против Демосфена» (1850), «В защиту Ликофрона» и «В защиту Евксениппа» (1853) и эпитафию по павшим во время Ламийской войны (1858). Незадолго до этого они были найдены в виде папирусов в Фивах (Египет). В 1855 году также опубликовал «Benefizio della Morte di Cristo», приписываемое Аонио Палеарио и впервые появившееся в Венеции в 1543 году (почти все издания были уничтожены Святой инквизицией), в 1858 году — «Polychronicon» Ранульфа Хигдена, «Repressing of over mich wyting [blaming] of the Clergie» Реджинальда Пекока. Редактировал надписи, найденные Томасом Спраттом на Крите, и каталогизировал древние рукописи в Библиотеке Кембриджского университета, а также греческие и английские монеты в Музее Фицуильяма в Кембридже.
Также был натуралистом, особенно интересовался ботаникой, орнитологией и малакологией (считался специалистом в области конхилиологии). Орнитологией он занимался в основном во время работы в Кокфилде, а малакологией — в последние годы жизни, когда ему удалось собрать важную малакологическую коллекцию (как местных, так и экзотических улиток и раковин). Бабингтон был членом Лондонского Линнеевского общества.
В 1869 году женился на дочери полковника Джона Александра Уилсона, но детей у них не было.